# 심화진
심화진(沈和珍, 1956년 12월 24일~)은 대한민국의 교육인이다. 본관은 청송이다. 성신여자대학교 제8·9대 총장을 역임했다.

## 생애
심화진은 1956년 12월 24일에 서울특별시에서 학교법인 성신학원 이사장인 아버지 심용현과 어머니 송순희 사이에서 2남 4녀 중 4녀로 태어났다. 학교법인 성신학원 창립자 이숙종이 미혼으로 후사가 없어서 조카인 심용현이 성신학원을 물려받았다. 심화진의 아버지 심용현은 성신학원의 제6·7·12·13대 이사장을 지냈다.
2007년 8월 심화진은 제8대 성신여자대학교 총장에 취임하여 2011년 4월 제9대 총장으로 재선임되면서 성신여대 역사상 최초로 연임 총장이 되었고, 2015년 7월 제10대 총장으로 다시 한 번 재선임되었다.
2015년 성신여대 총학생회와 총동창회 등은 2013년부터 2년 동안 학교 공금을 총장 개인의 법률 자문과 소송 비용 등으로 지출했다며 심화진 총장을 검찰에 고발하였다. 2017년 2월 법원은 교비가 심화진 총장 개인의 학교 지배권 강화에 쓰였고 손해규모가 클 뿐 아니라 범행이 반복될 우려가 있다는 이유로 1심에서 징역 1년형을 선고하였고 이에 따라 심화진은 법정구속되었다. 이러한 법원의 판결에 대해 성신여대 측은 항소의 뜻을 밝혔다. 성신여대는 “크게 보면 총장과 전임 이사장이 서로 권한을 행사하려고 대립하면서 여러 번 소송하며 불거진 문제”라며 “이후 학생들과 언론에서 비리 문제를 언급하자 계속 법적 대응을 하면서 비용이 지속적으로 들어간 것”이라고 지적했다. 또한 성신여대는 심화진 총장 구속 이후 “성신여대 미아동 운정그린캠퍼스 조성 등 학교 업무를 추진하면서 빚어진 소송 비용을 교비로 사용한 것을 두고 검찰이 운영책임자인 총장을 기소한 사안”이라며 법적 분쟁이 심화진 총장 개인의 일이 아닌 학교의 업무였기에 교비 사용이 문제될 것이 없다고 반박했다. 이어 “심 총장은 개인 비리가 아닌데도 총장을 법정구속한 법원의 판결이 부당하다고 판단해 즉각 항소할 것”이라며 “이 사건의 본질은 총장 개인비리가 아니다”라고 재차 강조했다. 구속 9일 뒤 법원은 심화진 총장이 학교의 피해액인 7억2000만원을 전액 법원에 공탁한 점을 고려해 심화진의 보석 허가를 결정하였다. 2017년 6월 심화진은 학교의 조속한 정상화와 발전을 위해 조건 없이 사퇴하겠다고 밝히며 총장 자리에서 물러났다. 학교법인 성신학원은 직무 중지 중인 심 총장이 총장직을 사퇴하겠다는 결단을 내려 이사회에 사임서를 제출했다고 밝혔다.
2018년 1월 재판부는 심화진 전 총장에게 징역 1년을 선고한 원심을 깨고 항소심에서 징역 1년에 집행유예 2년, 사회봉사 400시간을 선고했다. 재판부는 “용도가 엄격히 제한돼 학생들 교육에 직접 필요한 용도로 사용돼야 할 교비회계 자금을 사립학교 조직 내부 분쟁비용·자문료·각종 소송비 등에 지출했다”며 “피해금액 합계가 7억원을 초과해 죄질이 가볍지 않다”고 판결했다. 이어 “다만 심 전 총장이 교비회계 자금으로 개인적인 재산상 이득을 취한 것으로 보이지 않는 점, 원심판결 이후 학교법인 피해금액 전부를 공탁(1심에서 무죄로 판단한 지출 금액 포함)한 점, 형사처벌 전력이 없는 점 등을 참작했다”며 양형 이유를 밝혔다.
2020년 1월 대법원은 상고심에서 심화진 전 총장에게 징역 1년에 집행유예 2년, 400시간의 사회봉사 명령을 선고한 원심을 확정했다. 대법원은 “원심 판단에 학교 교육에 직접 필요한 경비, 업무상횡령죄에서 고의와 불법영득의사 등에 관한 법리를 오해해 판결에 영향을 미친 잘못이 없다”며 심화진의 상고를 기각하고 원심을 확정했다.

## 학력
- 1969. 서울성신국민학교 졸업
- 1972. 경희여자중학교 졸업
- 1975. 성신여자고등학교 졸업
- 1979. 건국대학교 의상학과 학사
- 1981. 성신여자대학교 대학원 가정학과 석사
- 1990. 성신여자대학교 대학원 의류학과 박사

### 비학위 수료
- 1987. 성균관대학교 경영전문대학원 최고경영자과정 수료

### 명예 박사 학위
- 2009. 극동국립대학교 명예교육학 박사

## 경력
- 1980. 3.~1981. 2. 성신여자중학교 교사
- 1981. 3.~1988. 8. 성신여자대학교 학생생활연구소 연구원
- 1988. 9.~1996. 2. 성신여자대학교 생활문화연구소 연구원
- 1996. 3.~1998. 2. 성신여자대학교 생활과학대학 의류학과 전임강사
- 1998. 2.~2001. 1. 성신여자대학교 생활과학대학 의류학과 제2부학과장
- 1998. 3.~2002. 3. 성신여자대학교 생활과학대학 의류학과 조교수
- 1999. 성신여자대학교 사회교육원 원장
- 2001. 2.~2003. 1. 성신여자대학교 생활과학대학 의류학과 제1부학과장
- 2002. 4.~2003. 1. 성신여자대학교 생활과학대학 의류학과 부교수, 성신여자대학교 생활과학대학 의류학과 교수
- 2003. 1.~2005. 5. 학교법인 성신학원 총무이사
- 2004. 9. 한국의상디자인학회 이사
- 2005. 5.~2007. 8. 제25·26대 학교법인 성신학원 이사장
- 2007. 8.~2011. 8. 제8대 성신여자대학교 총장
- 2007. 8. 세계대학교 총장연맹 동북아시아지역 부회장
- 2009. 2.~2009. 4. 한나라당 2009년 4월 29일 재보궐선거 공천심사위원
- 2009. 12.~2011. 11. 세종문화회관 이사
- 2009. 12.~2010. 6. 국립발레단 이사
- 2010. 6.~2014. 6. 국립발레단 이사장
- 2010. 12.~2013. 12. 서울시정개발연구원 이사
- 2011. 8.~2015. 8. 제9대 성신여자대학교 총장
- 2015. 8.~2017. 6. 제10대 성신여자대학교 총장

## 저서
- 2004. 《우리 옷 만들기》 (성신여자대학교 출판부, ISBN 8986092638)
- 2005. 《두피도감》 (성신여자대학교 출판부, ISBN 8986092867)
- 2009. 《우리 옷 만들기》 (성신여자대학교 출판부, ISBN 9788960200326)
- 2015. 《우리 옷 만들기》 (성신여자대학교 출판부, ISBN 9788960202467)